# Póker

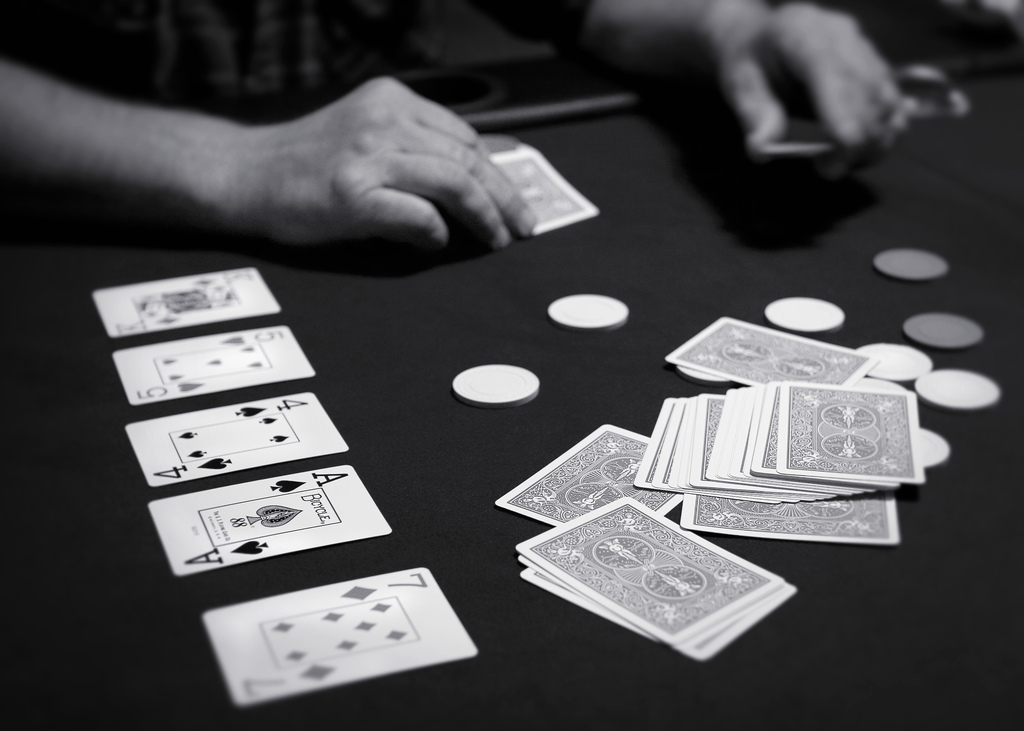
Texas Hold'em

A póker az egyik legnépszerűbb kártyajáték a világon. A lényege, hogy a játékosok a nyílt vagy zárt kártyáikból a legjobbat kihozva elvigyék az asztal közepén lévő kasszát (angolul pot-ot). Ezt a legjobb lap kombinációval tehetik meg, tehát minden játékosnak arra kell törekednie, hogy a saját kezében legyen a legjobb. A póker szót nem csak a hagyományos, asztalnál vagy számítógépnél játszott kártyajátékra szokták használni, hanem az úgynevezett videopókerre is, ami a játékgépek egy fajtája. Ott a játékos és a játékgép üzemeltetője között megy a játék.

## A póker mint stratégiai játék
Többen úgy vélik, hogy a póker csupán szerencsejáték, nem kell hozzá különösebb tudás és bárki, felkészülés nélkül le tudna győzni akárki mást, csak a jó lapok számítanak. A valóság azonban ettől nagyon is eltérő, a játék során ki lehet számolni a kezünkben lévő lapok esélyét, meg lehet figyelni az ellenfelek viselkedését (nem csak élő játékban, online is) és az asztalon lévő lapokat és az ellenfél játékát összevetve, meg lehet becsülni kezünk erősségét.
Erre itt egy jó példa: 10 ember ül az asztalnál, mindenkinél 10.000 zseton van. Húsz óra játék után az egyik embernek 50.000 zsetonja van, és van olyan is, aki már többször is újravásárolta magát (elfogyott a 10.000 zsetonja és vásárolt még 10.000-et, hogy tovább tudjon játszani). Ebből arra lehet következtetni, hogy akinek 50.000 zsetonja van, jobb játékos, mint akinek már többször elfogyott a pénze. Ilyenkor már nem csak azért van több az egyiknek, mert nagyobb a szerencséje. A nagy számok törvénye alapján a tíz embernek húsz óra alatt megközelítőleg ugyanannyiszor volt a legjobb keze az asztalnál (tegyük fel, hogy húsz óra alatt 1200 menetet játszottak, akkor elvileg mindenkinek körülbelül 120-szor kellett volna győzni). De valamiért az egyik többször győzött, mint a másik.
Ezt nem lehet arra fogni, hogy "a szerencse ma az ő oldalán van", mert minél többet játszik valaki, a "szerencsés sorozatok" és a "pechsorozatok" száma kiegyenlítődik.

## A pókerkezek

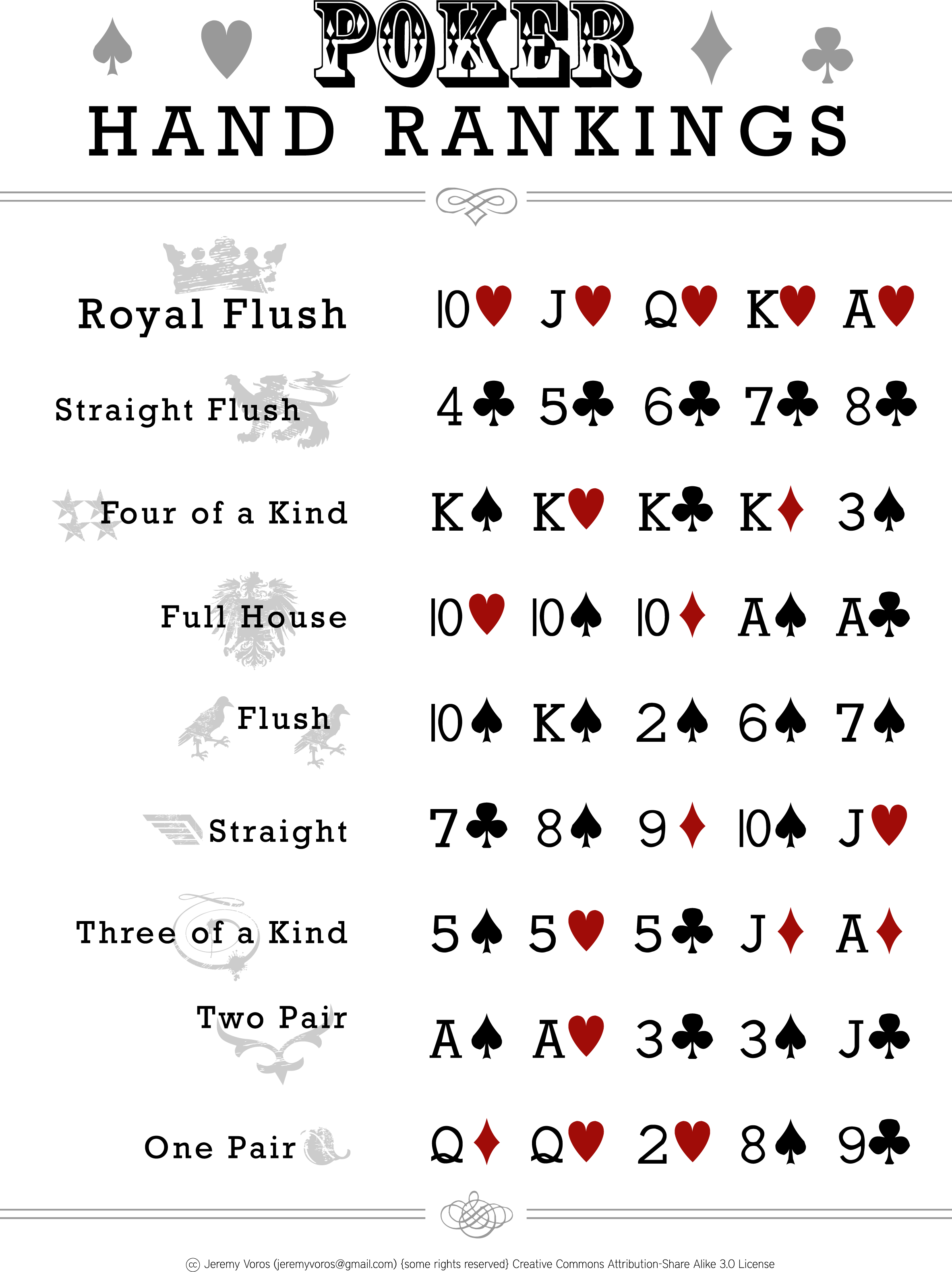
Pókerkezek

1. Royal flös (royal flush)A legerősebb lapkombináció. Egyszínű 10-es, bubi, dáma, király, ász lapokból áll. Ha két ilyen találkozik, akkor döntetlen (osztozás a nyereményen) van. Példa: kőr 10-es, kőr bubi, kőr dáma, kőr király, kőr ász.
Színsor (straight flush)Öt egyszínű sorba rendezhető lapból áll. Ha két ilyen találkozik, a legmagasabb lap dönt. Ha egyforma, akkor döntetlen (osztozás a nyereményen) van. Példa: treff 5-ös, treff 6-os, treff 7-es, treff 8-as, treff 9-es.
Póker (four of a kind)Négy ugyanolyan számozású vagy jelű lapból és egy akármilyen másik lapból áll. Ha két ilyen találkozik, a magasabb póker nyer. Példa: kőr 7-es, pikk 7-es, treff 7-es, káró 7-es, pikk 10-es.
Full (full house)Három ugyanolyan számozású vagy jelű lapból és két másik ugyanolyan számozású vagy jelű lapból áll. Ha két ilyen találkozik, a magasabb drill nyer. Ha egyforma, a magasabb pár nyer. Példa: káró bubi, treff bubi, pikk bubi, kőr 8-as, pikk 8-as.
Szín (flush)Öt ugyanolyan színű lapból áll. Ha két ilyen találkozik, a legmagasabb lap dönt. Ha egyforma, a második legmagasabb dönt, és így tovább… Példa: pikk 2-es, pikk 6-os, pikk 9-es, pikk dáma, pikk ász.
Sor (straight)Öt sorba rendezhető lapból áll. Ha két ilyen találkozik, a legmagasabb lap dönt. Ha egyforma, a színerősség dönt. Példa: kőr 8-as, káró 9-es, pikk 10-es, pikk bubi, treff dáma.
Drill (three of a kind)Három ugyanolyan számozású vagy jelű lapból és két akármilyen másik lapból áll. Ha két ilyen találkozik, a magasabb drill nyer. Ha egyforma, a magasabb semleges lap, majd az alacsonyabb dönt. Példa: kőr 8-as, treff 8-as, pikk 8-as, pikk 5-ös, káró bubi.
Két pár (two pairs)Kétszer két ugyanolyan számozású vagy jelű lapból áll. Ha két ilyen találkozik, a magasabb pár, majd az alacsonyabb, majd a semleges lap erőssége dönt. Példa: pikk 5-ös, káró 5-ös, pikk dáma, treff dáma, káró 2-es.
Egy pár (one pair)Két ugyanolyan számozású vagy jelű lapból és három akármilyen másik lapból áll. Ha két ilyen találkozik, a magasabb pár nyer. Ha egyforma, a semleges lapok döntenek. Példa: kőr 7-es, pikk 7-es, treff 8-as, káró bubi, pikk 10-es.
Magas lap (high card)Bármilyen lap, abból is a legmagasabb értékkel rendelkező. Példa: pikk ász, káró 9-es, kör 4-es, treff bubi, pikk dáma.

## A póker története
A póker történelme nem kevés vita tárgya még ma is. A játék neve valószínűleg a francia poque-ból ered, aminek az eredete a német pochenből eredeztethető. Ez mégsem teljesen bizonyos, mert a pókert gyakran játszották más néven. Az egyik ilyen játék a Perzsiában még ma is játszott as nas, amely a New Orleans-i francia tengerészekkel indulhatott el Európába, hogy más játékokkal keveredve kialakuljon belőle a ma is játszott póker. A póker kialakulása után valószínűleg az angol bragg-gal és a francia reneszánsz primero játékaival keveredhetett még mire kialakult a mai formája és alapszabályai. De a keveredés mai formáját mutatja még ma is, hogy gyakori az újabb pókerváltozatok megjelenése.
Joseph Crowell angol színész írta le először, hogy játszotta a játékot 20 kártyás paklival 1829-ben New Orleansban. Itt még 4 kártya volt a legértékesebb kéz, ami vihette a kasszát. A póker első könyvben való említése: Jonathan H Green könyve, An Exposure of the Arts and Miseries of Gambling (G B Zieber, Philadelphia, 1843). Ebben leírta a játék terjesztését Mississippitől az egész Nyugati parton a hajós legények segítségével. A póker terjesztése az aranyláz idején is folyt, ami közben egy új erkölcsi világkép alakult ki, ami egy kicsit lassította a terjedést.
Hamarosan ezután terjedt el a teljes 52 lapos francia kártya, amelyet először az angolok használtak. Ebben már megjelent a Flush (Flös). Az Amerikai polgárháború alatt fejlődött ki az alap változatból a húzós póker és a stud póker egy-egy változata. Az amerikai változások eredményeképp több, ma már alig ismert változata is kialakult a pókernek, de ekkor fejlődött ki, a ma oly nagy népszerűségnek örvendő közösségi póker (1925-ben) alap változata is. A játék idővel Amerikából eljutott Ázsiába és Európába is, ez főleg az amerikai katonák segítségével történhetett meg.
A póker számos filmben is megjelent, ahol szerencsejáték van középpontban, pl. Maverick, Casino, Pókerarcok, ...és megint dühbe jövünk, de zenei produkció is foglalkozik vele, mint például Lady Gaga Poker Face című száma.

## Kezdőlapok becenevei
- A-A – American Airlines vagy Pocket Rockets
- A-K – Big Slick vagy Anna Kournikova ("jól néz ki, de ritkán nyer")
- A-Q – Big Chick (nagylány)
- K-K – Cowboys vagy King Kong
- K-Q – Marriage (házasság)
- K-J – Kojak (a tv-sorozatból) vagy King John
- K-9 – Dogs
- Q-Q – Ladies (dámák)
- Q-J – Maverick
- J-J – Hooks (horgok, kampók)
- J-A – Jackass (idióta, a szó hím szamarat jelent az USA-ban[1])
- J-5 – Jackson Five (a Jackson testvérek egykori zenekara, közülük a legkisebb Michael Jackson volt)
- 10-10 – Dimes (tíz centes érmék)
- 10-2 – Doyle Brunson (legendás amerikai pókerjátékos, aki ezekkel a lapokkal kétszer nyerte meg a WSOP-t)
- 9-9 – Német szűz (angol kiejtéssel a lapok német jelentése: nem, nem)
- 9-2 – Montana Banana (Montana a legészakibb része az USA-nak, így ott képtelenség banánt termelni. Az esély a nyerésre ezekkel a lapokkal kb. annyi mint, hogy Montanában banán terem)
- 8-8 – Snowman (hóember) vagy Two Fat Ladies (két kövér hölgy)
- 7-7 – Hockey Sticks (hokiütők)
- 6-6 – Kicks vagy Route 66 (Az USA keleti és nyugati felét összekötő autópálya)
- 6-9 – Big Lick, Dinner for Two vagy The Big Lover (a nevek egy szeretkezési pózra utalnak)
- 5-5 – Presto vagy Speed Limit (a megengedett sebesség 55 mph)
- 4-5 – Colt 45 vagy Jesse James (a hírhedt banditát ezzel a fegyverrel ölték meg)
- 3-3 – Crabs (rákok, a számok alakja rákokra emlékeztet)
- 2-2 – Ducks (kacsák) vagy Pocket Swans (osztott hattyúk)

## Póker-játék fajták
- Texas Hold'Em

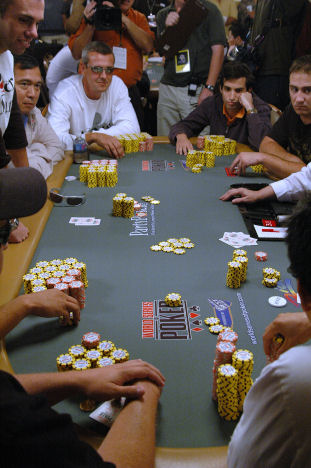
WSOP Main Event Table

  - fix limit (az emelések mértéke meg van határozva)
  - pot limit (max. a kassza méretével lehet hívni)
  - no limit (akármennyit lehet emelni)
- 7 card Stud
- 7 card stud hi/lo
- Razz
- Tripla stud
- Omaha hi/lo
- HORSE
- HOSE
- Ötlapos póker
- Omaha
- Badugi
- Kínai póker

## Híres pókerjátékosok
- Dan Harrington
- Phil Ivey
- Jonathan Duhamel
- Liam Flood
- Antanas "Tony G" Guoga
- Antonio Esfandiari
- Doyle Brunson
- Sam Farha
- Just Figo
- Chris Ferguson
- Ed Miller
- David Sklansky
- Dave "Devilfish" Ulliot
- Jamie Gold
- Joe Hachem
- Ian Frazer
- Phil Hellmuth
- Barry Greenstein
- Gus Hansen
- Daniel Negreanu
- Johnny Chan
- Scotty Nguyen
- John Juanda
- Allen Cunningham
- Jennifer Harman
- Pippa Flanders
- Annie Duke
- Phil Laak
- Tom Dwan
- Joe Cada
- Phil Gordon

## Híres magyar pókerjátékosok
- Traply Péter WSOP győztes-világbajnok
- Tóth Richárd
- Kaló Dénes
- Koroknai András az első magyar WSOP főverseny döntős
- Korda György
- Lendvai Tamás
- Paul Ladányi
- Novák István
- Kwaysser-Valdemár Ákos – WSOP győztes-világbajnok
- Gelencsér Péter – WSOP győztes-világbajnok
- Szilasi Viktória
- Demján Sándor[2]

## Híres versenyek
- Latin American Poker Tour (LAPT)
- Pokerstars Caribbean Adventure (PCA)
- Aussie Millions
- World Series of Poker (WSOP)
- World Poker Tour (WPT)
- European Poker Tour (EPT)
- Face The Pro (FTP)
- World Series of Poker Online (WSOPE)
- North American Poker Tour (NAPT)
- Italian Poker Tour (IPT)
- Double Poker Championship